# Осада Потидеи
Осада Потидеи (432—430 гг. до н. э.) — военные действия Афин против их союзника Потидеи, предшествовавшие Пелопоннесской войне.

## Предшествовавшие события
Коринф, возмущённый и оскорблённый действиями Афин во время Эпидамнского кризиса, искал способ отомстить им, оставаясь в рамках договора, завершившего Малую Пелопоннесскую войну. Уязвимым пунктом Афинского морского союза был город Потидея на Халкидике. Несмотря на то, что Потидея входила в состав Афинской державы, она продолжала поддерживать тесные связи с Коринфом, колонией которого она являлась. В частности, Коринф ежегодно отправлял в Потидею уполномоченных — эпидемиургов.
Стремясь обезопасить свои позиции в этом районе, соседствующем с Фракией и Македонией, афиняне приказали Потидее снести городские стены на южной стороне города, выдать заложников, выслать коринфских эпидемиургов и впредь их больше не принимать.
Положение на Халкидике осложнилось тем, что Афины вмешались в македонские династические распри, заключив союз с врагами македонского царя Пердикки, сына Александра I, — его братом Филиппом, и Дердой I, правителем Элимии. Встревоженный афинскими интригами, Пердикка начал вести переговоры с пелопоннесцами, предлагая свою помощь против афинян. Он также начал побуждать халкидян и боттиев на фракийском побережье восстать против Афин.
Узнав о происках Пердикки, афиняне отправили в Македонию 30 кораблей и тысячу гоплитов под командованием Архестрата, чтобы предотвратить отпадение городов и осуществить карательные меры против Потидеи.
Потидейцы в свою очередь обратились к афинянам, пытаясь отговорить их от таких действий. Одновременно они вместе с коринфянами отправили послов в Спарту. Афины отклонили просьбу Потидеи. Потидейцы, получив заверения, что в случае нападения афинян на Потидею спартанцы вторгнутся в Аттику, заявили о своём выходе из Афинского морского союза. Пердикка же в свою очередь убедил халкидян и боттиев разрушить свои приморские города и переселиться дальше вглубь страны — в Олинф — и сделать его неприступной крепостью, а также предоставил им участок земли в македонской области Мигдонии на озере Больба (Волва). Окрестные города объединились вокруг Олинфа в новый, Халкидский союз.

## Ход боевых действий
Афинские флот и войско, прибыв на Халкидику, обнаружили, что Потидея и окрестные земли отпали от Афин. Не считая себя достаточно сильными для войны с Потидеей, афиняне обратились против Пердикки, заручившись помощью Филиппа и Дерды.
Коринфяне, испугавшись за участь Потидеи, спешно отправили на помощь отряд своих добровольцев и пелопоннесских наёмников, всего около 1,6 тыс. гоплитов и 400 легковооружённых воинов под командованием Аристей. Они не были официальными войсками Коринфа, и мирный договор формально не был нарушен. Это войско прибыло к Потидее через 40 дней после отпадения города.
Узнав о прибытии коринфских добровольцев, афиняне направили к фракийским берегам дополнительный контингент в 2 тыс. афинских граждан и 40 кораблей под командованием Каллия. Первый афинский отряд в это время захватил Ферму и уже осаждал Пидну. Несмотря на подкрепление, афиняне были вынуждены покинуть Македонию и даже заключить с Пердиккой вынужденный союз, чтобы не сражаться на два фронта.
Объединённое войско в 3 тыс. афинских гоплитов, подразделений союзников, 600 человек македонской конницы Филиппа и Павсания и 70 кораблей выступило против Потидеи. Там афинское войско встретило многочисленного противника, состоявшее из потидейцев, коринфян и македонской конницы Пердикки, снова изменившего афинянам. Замысел коринфянина Аристея заключался в том, чтобы преградить афинянам путь на потидейском перешейке. В случае появления афинян халкидяне и 2 тыс. всадников-македонян Пердикки должны были выступить из Олинфа и ударить им в тыл. Каллий выслал против Олинфа прикрытие из союзной македонской конницы, а сам с пехотой ударил на потидейцев и коринфян.

Первый афинский морской союз в 431 до н. э.

В сражении на потидейском перешейке отборное крыло пелопоннесцев Аристея обратило афинян в бегство и долго преследовало их, но на другом фланге афиняне полностью победили противостоявших им потидейцев и загнали в пределы городских стен. Союзные афинянам македоняне сдержали вражескую конницу, и в итоге кавалерия с обеих сторон в сражении не участвовала. Аристей, вернувшись после преследования, со своим отрядом под обстрелом с трудом пробился в Потидею. В сражении погибло 150 афинских граждан, в том числе стратег Каллий, потидейцы и союзники потеряли в 2 раза больше. Тела павших афинян были погребены на государственном кладбище за Дипилонскими воротами. Могилу украшала мраморная плита, верхняя часть которой изображала сцену битвы. Ниже были выбиты имена павших воинов и строки:
«Эфир их души принял, тела же — земля. Пали у врат Потидеи. Одни из их врагов скрыла гробовая доска, а других спасли стены. Наш город и весь народ Эрехтея оплакивают этих мужей, детей Афин, павших в первых шеренгах бойцов. На одну чашу весов положили они свою жизнь, а на другую — славу и мужество и выбрали последнее, прославив отчизну свою».
Среди афинских воинов в битве участвовали Сократ и Алкивиад. Сократ в бою спас жизнь раненому Алкивиаду, вынеся его с поля боя вместе с его оружием.
После победы афиняне построили осадную стену с северной стороны города, но были недостаточно многочисленны, чтобы построить и охранять также и южную стену. Тогда из Афин отправилось новое войско в 1,6 тыс. гоплитов под командованием Формиона, которое прибыло под Потидею, окружило её и южной стеной, замкнув кольцо осады, и опустошило окрестности. С моря город был блокирован афинским флотом. Кроме того, Формиону пришлось вести на Халкидике тяжёлые бои против халкидян, боттиев, а также коринфян, вырвавшихся из города. Осада города затянулась.
В 431 г. до н. э. началась Пелопоннесская война. Война развернулась на суше и на море. Спартанцы вторглись в Аттику, афинский флот разорял Пелопоннес, а афинский контингент продолжал безуспешно осаждать Потидею, хотя и использовал осадные машины. Вместе с новым подкреплением под началом Гагнона, под Потидею из Афин попала эпидемия, перекинувшаяся на афинские войска на Халкидике и за 40 дней погубившая полторы тысячи воинов из четырёх тысяч.

## Последствия
Потидея сдалась только зимой 430—429 гг. до н.э, вынужденная к этому страшным голодом: в городе отмечались даже случаи людоедства. По условиям сдачи потидейцы должны были покинуть город, взяв с собой только одежду и немного денег. Они рассеялись по Халкидике, а город впоследствии заняли афинские колонисты. Война стоила Афинам нескольких тысяч жизней и 2 тыс. талантов денег. Поэтому в Афинах считали, что с потидейцами обошлись слишком мягко, а военачальникам (Ксенофонту, Гестиодору, Фаномаху) предъявили обвинение в том, что те заключили мир, не имея на то полномочий, хотя могли овладеть городом на любых условиях.